# Corallus
Tên gọi phổ biến: Trăn cây Tân nhiệt đới
Corallus là một chi trăn không có nọc độc tìm thấy tại Trung Mỹ, Nam Mỹ và Tây Ấn. Hiện tại người ta công nhận 9 loài thuộc chi này.

## Miêu tả
Tất cả các thành viên của chi này đều có thân hình dài thanh mảnh, hơi dẹp bên và có đầu to. Thông thường chúng có mắt khá to, mặc dù điều này ít nổi bật ở các loài có kích thước lớn, như ở Corallus caninus. Các răng phía trước rất dài, thường gấp vài lần chiều dài răng của các loài rắn cùng kích cỡ khác. Chúng được sử dụng để xuyên qua các lớp lông vũ để kẹp chắc và cơ thể những con chim, nguồn thức ăn chủ yếu của chúng. Tất cả các loài đều hoạt động về đêm và chúng có một lượng lớn các hốc cảm thụ nhiệt rất rõ nét nằm giữa các vảy môi.

## Phạm vi phân bố
Các loài trong chi được tìm thấy tại Trung Mỹ, Nam Mỹ và Tây Ấn. Tại Trung Mỹ chúng có ở Honduras, đông Guatemala tới Nicaragua, Costa Rica và Panama. Phạm vi phân bố ở Nam Mỹ bao gồm khu vực ven Thái Bình Dương của Colombia và Ecuador, cũng như tại lưu vực Amazon từ Colombia, Ecuador, Peru và miền bắc Bolivia tới Brasil, Venezuela, Isla Margarita, Trinidad, Tobago, Guyana, Suriname và Guiana thuộc Pháp. Tại Tây Ấn chúng có ở các đảo St. Vincent, chuỗi đảo Grenadines (đảo Bequia, Ile Quatre, Baliceaux, Mustique, Canouan, Maryeau, đảo Union, Petit Martinique và Carriacou), Grenada và quần đảo Windward (Tiểu Antilles).

## Các loài
- Corallus annulatus (Cope, 1875): Trăn cây vòng, trăn cây đốt. Phân bố tại Trung Mỹ ở miền đông Guatemala, Honduras, Nicaragua, Costa Rica, Panama. Cũng có ở Nam Mỹ tại khu vực ven Thái Bình Dương của Colombia và tây bắc Ecuador.
- Corallus batesii (Gray, 1860): Phân bố tại Brasil (khu vực Amazon), Peru, Bolivia, Ecuador, Colombia; ở cao độ 0-1.000 m. Loài này trước đây bị coi là đồng nhất với C. caninus[4].
- Corallus blombergi (Rendahl & Vestergren, 1941): Trăn cây Blomber. Phân bố tại Ecuador. C. blombergi có thể phân biệt được với các thành viên của tổ hợp loài C. hortulanus (gồm C. cookii, C. grenadensis, C. hortulanus và C. ruschenbergerii).
- Corallus caninus (Linnaeus, 1758): Trăn cây lục, trăn cây xanh, trăn cây ngọc lục bảo. Phân bố tại Nam Mỹ trong lưu vực Amazon thuộc Colombia, Ecuador, Peru, bắc Bolivia, Brasil và từ Venezuela tới Guianas.
- Corallus cookii Gray, 1842: Trăn cây Cook. Phân bố trong khu vực đảo St. Vincent (Tây Ấn).
- Corallus cropanii (Hoge, 1953): Trăn Cropan. Phân bố tại Miracatu, São Paulo, Brasil.
- Corallus grenadensis (Barbour, 1914): Trăn cây chuỗi đảo Grenada. Phân bố tại Grenadines: đảo Bequia, Ile Quatre, Baliceaux, Mustique, Canouan, Maryeau, đảo Union và Carriacou và Grenada.
- Corallus hortulanus (Linnaeus, 1758): Trăn cây Amazon. Loài điển hình của chi. Phân bố tại Nam Mỹ ở miền nam Colombia về phía đông dãy núi Andes, nam Venezuela, Guyana, Suriname, Guiana thuộc Pháp, lưu vực Amazon thuộc Brasil, Ecuador, Peru và Bolivia.
- Corallus ruschenbergerii (Cope, 1876): Trăn cây Trung Mỹ. Phân bố tại phía nam Trung Mỹ, ở tây nam Costa Rica (phía nam 10° vĩ bắc) và Panama, bao gồm cả Isla del Rey, Isla Contadora, Isla de Cébaco và Isla Suscantupu. Tại Nam Mỹ ở Colombia phía đông dãy Andes, phía bắc của Cordillera Trung tâm và phía bắc của Cordillera Đông, miền bắc Venezuela phía bắc của Cordillera de Mérida và trong lưu vực sông Orinoco, bắc và tây của Khiên Guiana, phía đông châu thổ sông Orinoco. Cũng có trên các đảo Isla Margarita, Trinidad và Tobago.

## Nuôi nhốt
Hai loài thường được buôn bán để nuôi làm thú cảnh là trăn cây Amazon (C. hortulanus) và trăn cây xanh (C. caninus). Từ "thú cảnh" có lẽ không phù hợp để chỉ các loài bò sát này, do chúng khá hung hãn và rất dễ dàng tấn công cả người. Màu sắc đẹp của chúng làm cho chúng trở nên phổ biến, nhưng kiểu kiếm ăn và môi trường sống biệt hóa làm cho chúng chỉ thích hợp với những người nuôi thú cảnh chuyên nghiệp.